# Hippolais
Hippolais, numite popular frunzărițe, este un mic gen de păsări migratoare de talie mică din familia acrocefalide (Acrocephalidae), care ocupă o poziție intermediară între pitulici (Phylloscopus) și lăcari (Acrocephalus). Au spatele gri-deschis sau galben-verzui, părțile inferioare sunt deschise (gălbui sau alb-murdare). Deasupra ochiului au o dungă evidentă deschisă, numită sprânceană. Coada are 12 rectrice și este retezată drept, ca la pitulici (Phylloscopus). Marginea cozii este ușor rotunjită, mai mică decât cea a lăcarilor. Ciocul e turtit, iar la bază mai lățit și seamănă cu acela de lăcari; la baza ciocului pe fiecare parte se află trei peri rigizi. Penele de pe frunte sunt răsfirate. Dimorfismul sexual nu este pronunțat, cele două sexe au un colorit asemănător. Juvenilii au o culoare ușor mai vie decât cea a adulților.
Speciile genului cuibăresc în principal în partea de vest a Palearcticului, iernează în Africa tropicală. Trăiesc în păduri sau în tufișuri. Locul preferat de trai - frunzișul - au determinat denumirea în română a acestor păsări. Cântecul este volubil, presărat cu imitări ale altor specii. Consumă cu precădere insecte adulte, dar și omizi, diverse larve, afide, melci, păianjeni etc. Ocazional, în special în timpul toamnei, din hrana lor fac parte și fructele. Din punct de vedere al biologiei și comportării se apropie mai mult de pitulici (Phylloscopus). Cuibul este amplasat în tufișuri sau arbori. Ouăle sunt liliachiu-cenușii sau roz-liliachii, cu împroșcături negricioase.

## Sistematica
Genul Hippolais include 4 specii:
- Hippolais  languida = Frunzăriță de tufiș
- Hippolais  olivetorum = Frunzăriță balcanică
- Hippolais  polyglotta = Frunzăriță melodioasă
- Hippolais  icterina = Frunzăriță galbenă

În România se întâlnesc două specii: Hippolais icterina (cuibărește) și Hippolais olivetorum (accidentală). În Republica Moldova se întâlnește o specie Hippolais icterina (cuibărește).
În clasificările mai vechi 4 specii din genul Iduna erau incluse în genul Hippolais, însă pe baza studiilor genetice ele au fost incluse în genul Iduna.
- Iduna  caligata (Hippolais caligata) = Frunzăriță mică
- Iduna  rama (Hippolais rama) = Frunzăriță persană
- Iduna  pallida (Hippolais pallida) = Frunzăriță cenușie
- Iduna  opaca (Hippolais opaca) = Frunzăriță hispanică